# 덴쓰 빌딩
덴쓰 빌딩(일본어: 電通本社ビル)은 일본 도쿄에 위치한 마천루다.

## 같이 보기
- 일본의 마천루 목록
- 도쿄도의 마천루 목록